# Søren Spanning

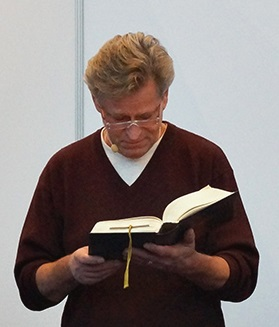
Søren Spanning (2012)

Søren Kristian Spanning (* 30. Mai 1951 in Frederiksberg; † 12. Februar 2020 in Kopenhagen) war ein dänischer Schauspieler.

## Leben
Søren Spanning wurde 1951 als Sohn von Finn Spanning und Elisabeth Heiberg Carstensen in Frederiksberg geboren.
Von 1973 bis 1976 absolvierte er seine Ausbildung an der Schauspielschule des Aarhus Teaters, an dem er danach noch bis 1980 wirkte. Im Anschluss war Spanning bis 1987 am Det Kongelige Teater in Kopenhagen angestellt, wo er an mehreren Produktionen mitwirkte. Nach einer kurzen Pause gehörte er von 1994 bis 1996 erneut dem Ensemble des Det Kongelige Teaters an. Daneben trat er auf zahlreichen weiteren Bühnen des Landes auf. 1999 wurde er für seine Leistung in My Fair Lady für den Reumert als Bester Hauptdarsteller nominiert. 2004 war er maßgeblich an der Gründung des freien Det Fri Teater beteiligt, an dem er auf eigene Kosten Tschechows Die Möwe inszenierte.
Seit Mitte der 1970er Jahre war Spanning neben seiner Theaterarbeit auch in dänischen Film- und Fernsehproduktionen zu sehen. Von 1997 bis 1998 trat er in der Fernsehserie Taxa als Claus Skovgaard auf. In der Serie Hotellet übernahm er ab dem Jahr 2001 in 32 Episoden die Rolle des Jens Kirk Andersen. Einem internationalen Publikum wurde er ab dem Jahr 2010 durch seine Rolle als Lars Hesselboe in der Politserie Borgen – Gefährliche Seilschaften bekannt. Daneben war Spanning auch als Synchronsprecher aktiv. So sprach er unter anderem die Rolle des Lord Voldemort in den dänischen Versionen der Filme der Harry-Potter-Filmreihe.
Im Jahr 1995 wurde Spanning das Ritterkreuz des Dannebrogordens verliehen. Im Oktober 2016 wurde er mit dem Osvald Helmuth-legat ausgezeichnet.
Spanning war seit Anfang der 1980er mit der Schauspielerin Karen-Lise Mynster liiert, die später geschlossene Ehe hielt zu bis zu seinem Tod. Aus der Beziehung gingen drei Kinder hervor, darunter die Schauspielerin Rosalinde Mynster und der Kameramann Jasper Spanning.
Im Jahr 2014 erlitt Spanning eine Gehirnblutung, die eine Lähmung verursachte. Er war seitdem nicht mehr schauspielerisch tätig. Søren Spanning starb im Februar 2020 im Alter von 68 Jahren nach langer Krankheit.

## Filmografie (Auswahl)
- 1976: Kassen stemmer
- 1977: Hvo der ville (Fernsehfilm)
- 1978: Faster er død (Fernsehfilm)
- 1978: Strandvaskeren (Fernsehserie, 1 Episode)
- 1979: Høfeber (Fernsehfilm)
- 1980: Der Augenblick (Øjeblikket)
- 1981: Helligtrekongersaften (Fernsehfilm)
- 1981: Har du set Alice?
- 1981: Misantropen (Fernsehfilm)
- 1982: Eine Leiche zuviel (Det parallelle lig)
- 1983: Café – en time (Fernsehserie, 1 Episode)
- 1983: Jægerne (Fernsehfilm)
- 1984: Kopenhagen – Mitten in der Nacht (Midt om natten)
- 1984: Haus der Dunkelheit (Min farmors hus)
- 1984: Anthonsen (Miniserie, 1 Episode)
- 1985: August Strindberg – Ein Leben zwischen Genie und Wahn (August Strindberg: Ett liv, Miniserie, 1 Episode)
- 1988: To som elsker hinanden (Miniserie, 1 Episode)
- 1992: Mørklægning (Miniserie, 1 Episode)
- 1992: Krümel im Chaos (Krummerne 2: Stakkels Krumme)
- 1992: Kald mig Liva (Miniserie, 1 Episode)
- 1993: Roser og persille
- 1994: Tango for tre (Fernsehserie, 5 Episoden)
- 1994: Enten eller – Du bestemmer (Fernsehserie, 1 Episode)
- 1994: Alletiders jul (Fernsehserie, 3 Episoden)
- 1994: Krümel hat Ferien (Krummerne 3 – fars gode idé)
- 1995: Verden er vaad og lys (Fernsehfilm)
- 1995: Pigen med de grønne øjne
- 1996: Colombe (Fernsehfilm)
- 1996: Renters rente (Miniserie, 1 Episode)
- 1996: Krummernes Jul (Fernsehserie, 24 Episoden)
- 1996: Bryggeren (Miniserie, 1 Episode)
- 1997–1998: Taxa (Fernsehserie, 11 Episoden)
- 1998: Karrusel (Fernsehserie, 3 Episoden)
- 1998: Strisser på Samsø (Fernsehserie, 1 Episode)
- 1998: Brødrene Mortensens jul (Fernsehserie, 11 Episoden)
- 2000: Skjulte spor (Fernsehserie, 1 Episode)
- 2001: Den serbiske dansker (Fernsehfilm)
- 2001–2002: Hotellet (Fernsehserie, 32 Episoden)
- 2003: Lykkevej
- 2003: Forsvar (Fernsehserie, 1 Episode)
- 2003–2005: WunderZunderFunkelZauber – Die Märchen von Hans Christian Andersen (Der var engang..., Zeichentrickserie, 7 Episoden, Sprechrollen)
- 2005: Der Adler – Die Spur des Verbrechens (Ørnen: En krimi-odyssé, Fernsehserie, 3 Episoden)
- 2005: Jul i Valhal (Fernsehserie, 10 Episoden)
- 2007: Guldhornene
- 2008: Sommer (Fernsehserie, 8 Episoden)
- 2009: Flugten
- 2009: Headhunter (Sprechrolle)
- 2009–2010: Kleine Morde unter Nachbarn (Lærkevej, Fernsehserie, 21 Episoden)
- 2010: Protectors – Auf Leben und Tod (Livvagterne, Fernsehserie, 3 Episoden)
- 2010–2013: Borgen – Gefährliche Seilschaften (Borgen, Fernsehserie, 21 Episoden)
- 2011: Unter anderen Umständen: Mord im Watt (Fernsehserie, 1 Episode)
- 2012: Lærkevej – til døden os skiller
- 2012: Die Königin und der Leibarzt (En kongelig affære)
- 2012: Kommissarin Lund – Das Verbrechen (Forbrydelsen, Fernsehserie, 1 Episode)
- 2013: Skytten